# Stara Synagoga Libeňska w Pradze
Stara Synagoga Libeňska w Pradze (cz. Stará synagoga v Libni) – nieistniejąca synagoga znajdująca się w Pradze, stolicy Czech, w dzielnicy Libeń, przy ówczesnej ulicy Koželužské.
Synagoga została zbudowana w 1592 roku. W 1770 roku została przebudowana, a w pierwszej połowie XIX wieku, zniszczona przez powódź. Ostatecznie rozebrana przed 1900 rokiem.